# Marcellino pane e vino (film 1991)
Marcellino pane e vino è un film del 1991 diretto da Luigi Comencini, è il remake della celebre pellicola del 1955 di Ladislao Vajda. Il film è una coproduzione italo-franco-spagnola ed è tratto dal romanzo di José María Sánchez Silva "Marcelino Pan Y Vino".

## Trama
Nell'Italia del XVII secolo, un gruppo di frati francescani salva un neonato dalle rovine di un castello assediato. Dopo aver appurato che in paese nessuno lo vuole adottare, il Padre Priore decide che se ne prenderanno cura loro. Al piccolo viene dato il nome di Marcellino e crescendo con i frati impara a leggere e scrivere e dopo un sogno particolare il piccolo fa "amicizia" con la statua del Cristo crocifisso.

## Distribuzione
I film è stato distribuito nelle sale cinematografiche italiane nel mese di gennaio del 1992.

### Data di uscita
Alcune date di uscita internazionali nel corso degli anni sono state:
- 19 dicembre 1991 in Spagna[3][4]
- 15 gennaio 1992 in Italia - anteprima nazionale a Roma[5]

## Accoglienza
La pellicola, nonostante le premesse, non ha ottenuto un buon riscontro al botteghino e nemmeno di critica, la quale non ne ha apprezzato il sapore troppo televisivo ritenendo l'opera inutile ed anacronistica.

## Altre opere ispirate al romanzo
- Nel 1955 Ladislao Vajda ha diretto Pablito Calvo nella prima fortunata trasposizione cinematografica del racconto di José María Sánchez Silva.
- Nel 2000 la Nippon Animation ha prodotto Marcelino Pan y Vino, un anime in 26 episodi per la regia di Santiago Moro e Xavier Picard.